# 含蜜糖
含蜜糖（がんみつとう）とは、砂糖の製造法による種類のひとつ。分蜜糖と異なり、ミネラルなどを豊富に含む糖蜜を結晶と分離せずに結晶化したもの。

## 特徴
糖蜜を分離していないためさとうきび原料本来の風味、独特の強い甘味臭ならびに強い甘味が残る。含蜜糖の種類によっても風味が異なる。

## 原料
原料に含まれる不純物がすべて母液の糖蜜に移行してしまうため、根部を処理するテンサイを原料とすることはほとんどない。地上部を処理するサトウキビ、ヤシ、モロコシ等が原料として使用される。

## 製法
1. さとうきび等の原料を圧縮搾汁する。
2. 石灰で中和させたうえ、洗浄する。
3. 結晶化させる。近年では真空濃縮をしたうえで結晶化させるようになった。
4. 仕上げに色と香りを付けるために平鍋で加熱する。

## 用途
日本特有の砂糖で和菓子に使われることが多かったが、洋菓子やパンなどを作る際にグラニュー糖に置き換えて使うことで特徴的な味わいを出すことができる。

## 種類
黒砂糖、加工黒砂糖、白下糖・赤糖・和三盆糖・ソルガム糖、メープルシュガー